# ノーマン・R・オーガスティン
ノーマン・ラルフ・（ノーム）・オーガスティン（Norman Ralph "Norm" Augustine、1935年7月27日 - ）は、アメリカ合衆国の航空宇宙実業家である。1975年から1977年にかけては、アメリカ陸軍次官を務めた。また、ロッキード・マーティン社の会長兼CEOを務めた。さらに、アメリカ有人宇宙飛行計画再評価委員会の議長にも選出された。

## 経歴
コロラド州デンバーで育ったオーガスティンは、プリンストン大学に入学し、極めて優秀な成績を修め、1957年に航空工学の理学士を取得、その後、1959年に工学修士を取得した。また、優等生協会であるファイ・ベータ・カッパ（Phi Beta Kappa）、タウ・ベータ・パイ（Tau Beta Pi ）およびシグマ・サイ（Sigma Xi）に選出されていた。
1958年、カリフォルニア州のダグラス・エアクラフト社に就職し、リサーチ・エンジニア、プログラム・マネージャー、およびチーフ・エンジニアとして勤務した。1965年以降は、国防長官府でロバート・マクナマラの下で国防研究技術局長補佐官として勤務した。1970年には、LTVミサイル・アンド・スペース・カンパニーに就職し、先進プログラムおよびマーケティング担当副社長として勤務した。1973年、陸軍次官補として政府に復職し、1975年に陸軍次官、その後、陸軍長官代理に就任した。1977年にマーティン・マリエッタ社のテクニカル・オペレーション担当副社長に就任し、社長兼COO（最高執行責任者）を務めた後、1987年にはCEO（最高経営責任者）、1988年には会長に選任された。1990年、オーガスティン委員会として知られる、アメリカ宇宙プログラムの将来に関する諮問委員会（Advisory Committee on the Future of the U.S. Space Program）の議長を務めた。1995年に創設されたロッキード・マーティン社の社長に就任し、その年の後半にはCEOに就任した。1997年にロッキード・マーティン社の会長兼CEOを退任したオーガスティンは、1999年までプリンストン大学で非常勤講師として勤務した。
1999年、先進技術への投資によりアメリカの情報機関を支援するため、CIAが出資したベンチャー投資会社であるインキューテル（In-Q-Tel）社の創設を援助した。
オーガスティンは、アメリカ赤十字社の会長兼幹部を9年間務めたほか、全米技術アカデミーの会長、米陸軍協会（Association of the United States Army）の議長兼会長、航空宇宙工業会（Aerospace Industries Association）の会長および国防科学委員会（Defense Science Board）の議長も務めた。また、アメリカ航空宇宙学会およびボーイスカウト・アメリカ連盟の会長（1994年から1996年まで）でもあった。さらに、コノコフィリップス社、ブラック・アンド・デッカー社、プロクター・アンド・ギャンブル社およびロッキード・マーティン社の取締役会、ならびにコロニアル・ウィリアムズバーグの評議員会の一員でもあった。
現在は、メリーランド大学システムの理事およびジョンズ・ホプキンズ大学の名誉評議員であり、プリンストンおよびMIT（マサチューセッツ工科大学）の評議員会の元会員の立場にある。アメリカ合衆国国土安全保障省の諮問委員会の一員であるオーガスティンは、かつて、国家安全保障に関するハート・ルドマン委員会（Hart/Rudman Commission）の一員であり、科学技術諮問委員会（President’s Council of Advisors on Science and Technology）に16年間に渡って在籍していた。また、国家安全保障改革プロジェクト（Project on National Security Reform）の推進チームの一員である。さらに、アメリカ哲学協会、アメリカ芸術科学アカデミーおよびエクスプローラーズ・クラブ（Explorers Club）の一員でもある。
2000年12月に設置され、V-22オスプレイでの事故の発生を背景として、その計画を継続すべきか否かについて検討した、V-22計画検討委員会（Panel to Review the V-22 Program）というブルーリボン委員会の一員でもあった。
2009年5月、オーガスティンは、月や火星などの探索に関するNASAの計画を再検討するために設立されたアメリカ有人宇宙飛行計画再検討委員会（Review of United States Human Space Flight Plans Committee）の議長に指名された。
2011年には、南極でのアメリカの活動を評価する、アメリカ南極プログラムに関するブルーリボン委員会（the U.S. Antarctic Program Blue Ribbon Panel）の議長に指名された。2011年7月には、アメリカ輸送部門に対する原油の独占を減少させることを目的とし、IAGS（Institute for the Analysis of Global Security, グローバルセキュリティー分析研究所）が出資するアメリカ・エネルギー安全保障委員会（United States Energy Security Council）の一員となった。
現在は、アメリカ海外メディア（America Abroad Media）諮問委員会、ファインマン・スクール（Feynman School）諮問委員会およびコード・オブ・サポート基金（Code of Support Foundation）諮問委員会で委員を務めている。
オーガスティンは、アメリカ合衆国大統領からアメリカ国家技術賞、統合参謀長から殊勲公共奉仕章（Distinguished Public Service Award）を授与されている。また、軍人以外の者に対する国防総省の最高の勲章である殊勲文官奉仕章（Distinguished Civilian Service Award）を5回受章している。
国防改革（The Defense Revolution）およびシェイクスピア・イン・チャージ（Shakespeare In Charge）の共著者であり、オーガスティンの法則（Augustine's Laws）およびオーガスティンの旅行（Augustine’s Travels）の著者である。34の名誉学位を取得し、フーズ・フー・イン・アメリカ（Who’s Who in America）およびアメリカ議会図書館により、フーズ・フーの50周年を記念した「50人の偉大なアメリカ人（Fifty Great Americans）」の一人に選ばれた。130ヵ国以上の国々を旅行し、北極と南極の両方に行ったことがある。

## 表彰
- Eagle Scout, 1952

オーガスティンの法則（Augustine's law）第16「西暦2054年には、国防予算の全額をはたいても、たった1機の飛行機しか買えない。」のプロット図

- National Space Club Goddard Award, 1991
- Fellow of the American Academy of Arts and Sciences, 1992[10]
- Rotary National Award for Space Achievement National Space Trophy, 1992[11]
- Silver Buffalo Award, 1994
- Electronic Industries Association Medal of Honor, 1994
- IEEEファウンダーズメダル, 1996
- The Washingtonian's Business Leader of the Year, 1997
- The NASA Distinguished Public Service Medal, 1997
- IEEE-HKN Eta Kappa Nu Eminent Member, 2001
- Space Foundation's General James E. Hill Lifetime Space Achievement Award in 2002. 宇宙財団（Space Foundation）により授与される最高の栄誉であるこの賞は、生涯を通じた宇宙の探索、開発および利用、または学術的、文化的、工業的、その他の人類への幅広い利益の追求に関する宇宙技術、情報、テーマまたはリソースを活用することにより、人類の福祉の向上に貢献した傑出した個人を表彰するものである。オーガスティンは、この賞の最初の受賞者であった。
- Public Welfare Medal from the National Academy of Sciences, 2006[12]
- USO's Freedom's Finest Award, 2004
- フィリップ・アベルソン賞, 2005
- The Harold W. McGraw Hill, Jr. Prize in Education, 2006
- The 2006 BENS Eisenhower Award [Business Executives for National Security]
- 公共福祉メダル（米国科学アカデミー）, 2006
- バウアー賞ビジネスリーダーシップ部門, 2007
- NAA Wright Brothers Memorial Trophy, 2008
- ヴァネヴァー・ブッシュ賞, 2008
- IRIメダル, 2009
- The American Chemical Society Public Service Award, 2009
- B. Kenneth West Lifetime Achievement Award, 2009
- NAS Award in Aeronautical Engineering from the National Academy of Sciences, 2010[13]
- Drexel University Engineering Leader of the year, 2011
- The Wings Club Distinguished Achievement Award, 2011[14]
- Character Education Partnership's American Patriot of Character Award, 2012
- Montgomery County Business Hall of Fame, 2012
- Industry Week Manufacturing Hall of Fame, 2012
- Smithsonian Air & Space Museum, Lifetime Achievement Trophy Award, 2014
- Arthur C. Clarke Lifetime Achievement Award, 2014
- Advisory Board, Journal of Science Policy & Governance, 2015
- American Astronautical Society Space Flight Award, 2015
- Tech Council of Maryland Lifetime Achievement Award, 2015
- International Von Karman Wings Award, 2015 (For his visionary leadership, contributions to the aerospace industry and distinguished service to the nation's defense, security and space programs)[15]
- Air Force Distinguished Public Service Award, 2016
- Maryland International Business Leaders Award, 2016
- Lockheed Martin Corp. Organizational Leadership Development Program Award, 2016
- National Institutes of Health Director’s Award, 2016
- National Defense University Foundation Lifetime Achievement Award, 2016
- Sigma Xi Honorary Scientific Research Inaugural Gold Key Award, 2016
- American Red Cross National Capital Region Lifetime Service Award, 2016